# Ștefan Radu
Ștefan Daniel Radu (* 22. Oktober 1986 in Bukarest) ist ein ehemaliger rumänischer Fußballspieler. Er stand von 2008 bis 2023 bei Lazio Rom unter Vertrag und ist mit 426 Pflichtspielen der Rekordspieler der Römer.

## Karriere

### Verein
Ștefan Radu begann beim Hauptstadtverein Dinamo Bukarest mit dem Fußballspielen und durchlief die Jugendmannschaften, bis er mit 18 Jahren erstmals in der zweiten Mannschaft in der Divizia B eingesetzt wurde. Gegen Ende der Saison 2004/05 durfte er bereits zweimal für die Divizia-A-Mannschaft in der höchsten rumänischen Spielklasse antreten. Dinamo I wurde damals Vizemeister und konnte den rumänischen Pokalwettbewerb gewinnen. Die zweite Saison bei den Senioren verlief ähnlich für den Abwehrspieler. Wieder wurde er in beiden Mannschaften von Dinamo eingesetzt, wobei er diesmal insgesamt 19 Spiele absolvierte. Sportlich endete die Saison allerdings mit dem Abstieg von Dinamo II und die 1. Mannschaft wurde auch nur Meisterschaftsdritter, dafür konnte man sich für die Vorrunde des UEFA-Cups qualifizieren. 
Die Saison 2006/07 bedeutete dann den Durchbruch für Radu. Er wurde zum festen Stammspieler und gewann mit Dinamo die Meisterschaft klar mit sechs Punkten Vorsprung vor dem Lokalrivalen Steaua Bukarest. Und im UEFA-Pokal verpasste man den Einzug ins Achtelfinale nur knapp gegen Benfica Lissabon.
Im Jahr darauf spielte er nur noch in der Hinrunde für seinen rumänischen Stammverein, dann nutzte er ein Angebot aus Italien und wechselte zunächst auf Leihbasis zu Lazio Rom. Dort konnte er ab Februar 2008 in der Serie A bei elf Einsätzen so sehr überzeugen, dass die Römer den 22-Jährigen im April für eine Ablösesumme von 4,5 Millionen Euro fest unter Vertrag nahmen. Nach einem durchwachsenen Start schaffte er in der Saison 2009/10 den Durchbruch und galt zum Ende dieser Saison als einer der besten Abwehrspieler der Serie A. Er gewann 2009 und 2013 mit Lazio die Coppa Italia. Im Finalspiel 2013 gegen den Stadtrivalen AS Rom stand Radu die vollen 90 Minuten auf dem Platz.
In der Saison 2020/21 absolvierte Radu am 3. April 2021 sein 402. Spiel für Lazio Rom und wurde damit Rekordspieler des Vereins. Im Sommer 2021 war er bei Inter Mailand im Gespräch, verlängerte seinen Vertrag danach jedoch um ein weiteres Jahr bis 2022. Nachdem er zuvor jahrelang Stammspieler war, wurde der zu diesem Zeitpunkt 34-jährige Radu ab der Saison 2021/22 nur noch selten eingesetzt.
Am Ende der Spielzeit 2022/23 beendet Radu seine Fußballkarriere.

### Nationalmannschaft
Mit seiner Etablierung in der ersten rumänischen Liga 2006 kam für Ștefan Radu auch die Berufung in die Nationalmannschaft. Bei einem Freundschaftsspiel in Spanien wurde er am 15. November 2006 in den Schlussminuten erstmals eingewechselt. Danach kam er unter anderem zweimal in der EM-Qualifikation zum Einsatz und wurde ins EM-Aufgebot Rumäniens für die Fußball-Europameisterschaft 2008 in Österreich und der Schweiz berufen.
Nach dreijähriger Pause kehrte er im August 2011 in die Nationalmannschaft zurück, als er in der Startelf für das Freundschaftsspiel gegen San Marino stand.

## Statistik
- 14 Einsätze für die rumänische Nationalmannschaft[7]
- 14 UEFA-Cup-Einsätze (inkl. Qualifikationsrunde, 1 Tor) für Dinamo Bukarest
- 2 Einsätze in der Champions-League-Qualifikation für Dinamo Bukarest

## Erfolge
Dinamo Bukarest
- Rumänischer Meister 2006/07[8]
- Rumänischer Vizemeister 2004/05[9]
- Rumänischer Pokalsieger 2004/05

Lazio Rom
- Italienischer Pokalsieger: 2008/09, 2012/13, 2018/19
- Italienischer Supercupsieger: 2009, 2017, 2019
- Italienischer Pokalfinalist: 2014/15, 2016/17